# 13280 Christihaas
13280 Christihaas è un asteroide della fascia principale. Scoperto nel 1998, presenta un'orbita caratterizzata da un semiasse maggiore pari a 2,3321883 UA e da un'eccentricità di 0,0710570, inclinata di 4,19022° rispetto all'eclittica.